# Drottningkällan, Taxinge

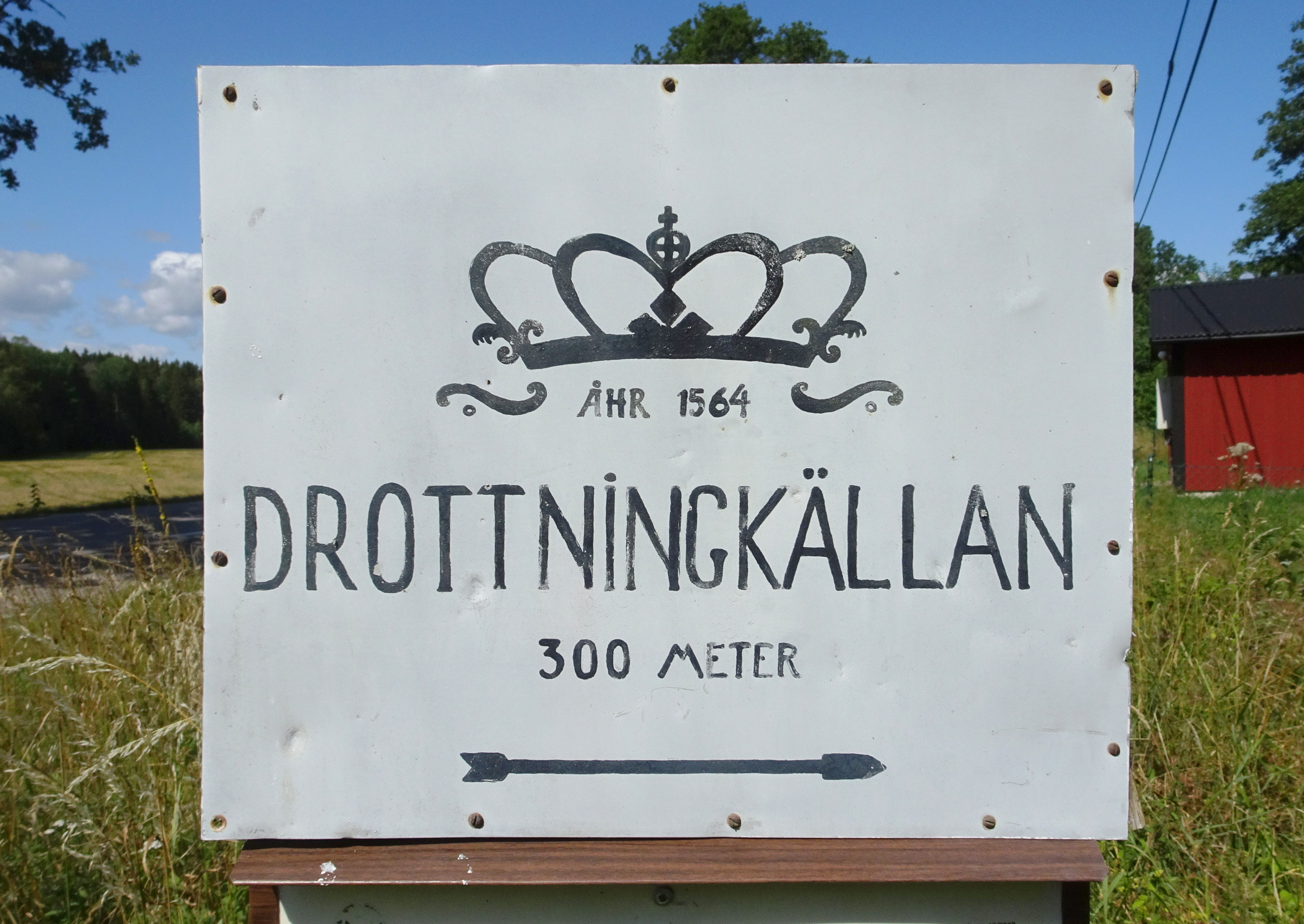
Skylt vid landsvägen mot Taxinge.

Drottningkällan är en trefaldighetskälla vid orten Taxinge i Taxinge socken i Nykvarns kommun, Stockholms län. Källan har sitt namn efter drottning Katarina Jagellonica och omnämns på en minnessten från 1564. Källan är ett fornminne med RAÄ-nummer Taxinge 21:1.

## Historik
Drottningkällan ligger öster om landsvägen till Taxinge, inte långt från Taxinge-Näsby station. Källans vatten rinner mot norr vilket enligt traditionen betydde att den hade speciella läkande och lyckobringande krafter. Här har man sannolikt offrat för lycka och välstånd under förhistorisk tid varför den typen av källor även kallas offerkälla.
I samband med kristendomens införande fick källor med utflöde mot norr ny betydelse som trefaldighetskälla. Källan i Taxinge är uppkallad efter drottning Katarina Jagellonica, kung Johan III hustru. Enligt folktron hämtade hon friskt vatten från källan åt sin man när han hölls fången av kung Erik XIV på Gripsholms Slott. Så sent som på 1850-talet besöktes källan av ortsbefolkningen, som på aftonen före Heliga Trefaldighets dagen drack av vattnet för att undgå krämpor.
Källan befinner sig nära Taxingeån som här bildar flera meander. Vatten kommer från en rullstensås och bubblar upp från botten på flera ställen samt bildar en vattenspegel på ett par kvadratmeter varifrån det rinner ut i Taxingeån. I vattnet finns utfällningar av järn och mangan. Järn kommer vanligtvis från jordlager och berggrund. Vid höga halter i grundvattnet fälls järnet ut och bildar en rödfärgad fällning när de kommer i kontakt med syre vilket är fallet i Drottningkällan. Flödet uppskattades vid ett provtagningstillfälle år 2007 till mellan 0,5 och 3 liter pro sekund.

## Minnessten

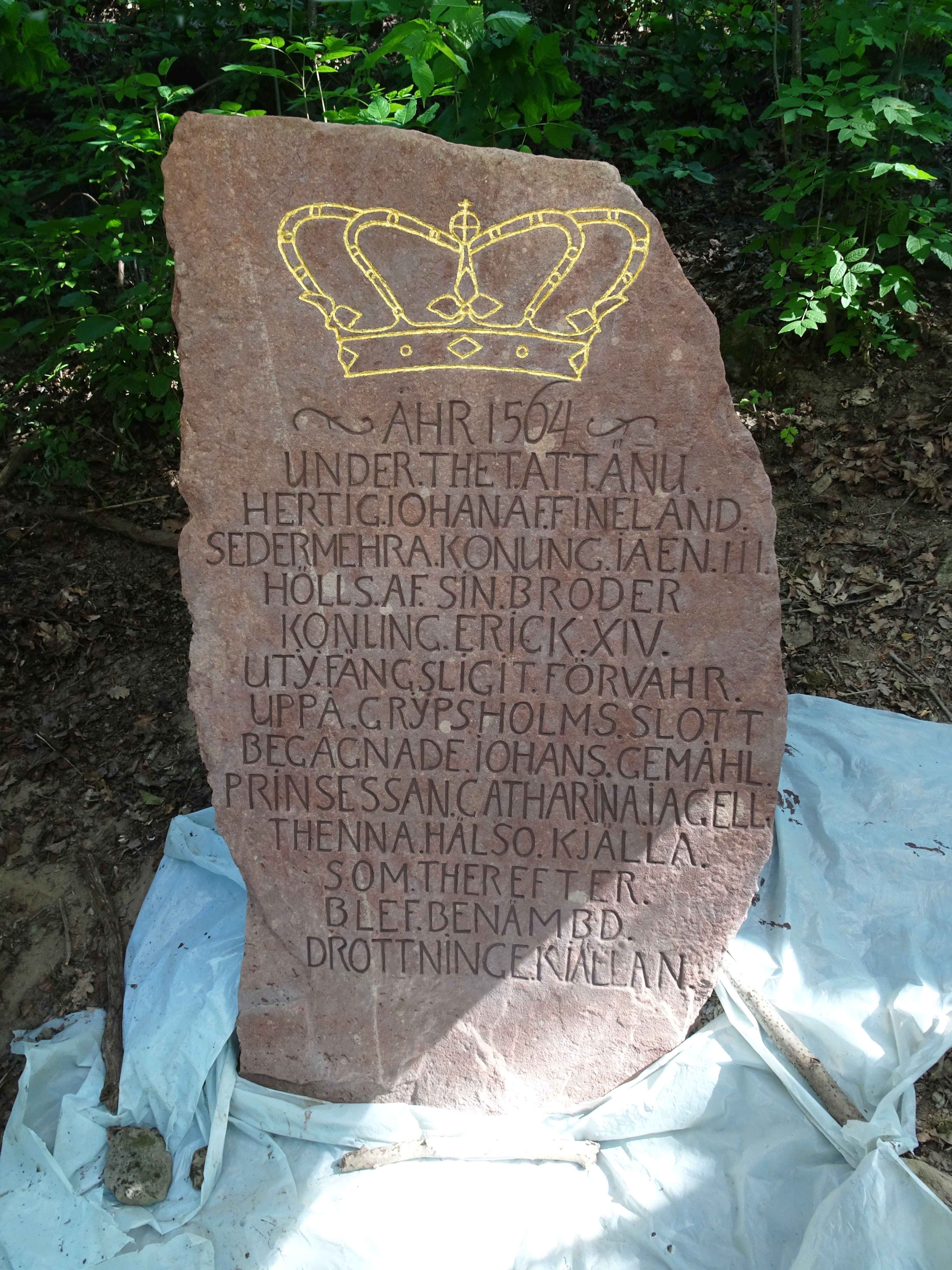
Stenen efter renoveringen, 2019.

Intill källan står en minnessten av röd sandsten som restes 1564. Stenens inskription lyder:
| ” | ÅHR 1564 UNDER.THET.ATT.ÄNU. HERTIG.IOHANAF.FINELAND. SEDERMERA.KONUNG.IAEN.III. HÖLLS.AF.SIN.BRODER KONLING.ERICK.XIV. UTY.FÄNGSLIGIT.FÖRVAHR. UPPÅ.GRYPSHOLMS.SLOTT BEGAGNADE.IOHANS.GEMÅHL. PRINSESSAN.CATHARINA.IAGELL. THENNA.HÄLSO.KJÄLLA. SOM.THEREFTER. BLEV.BENÄMBD. DROTTNINGEKIÄLLAN. | „ |

## Bilder

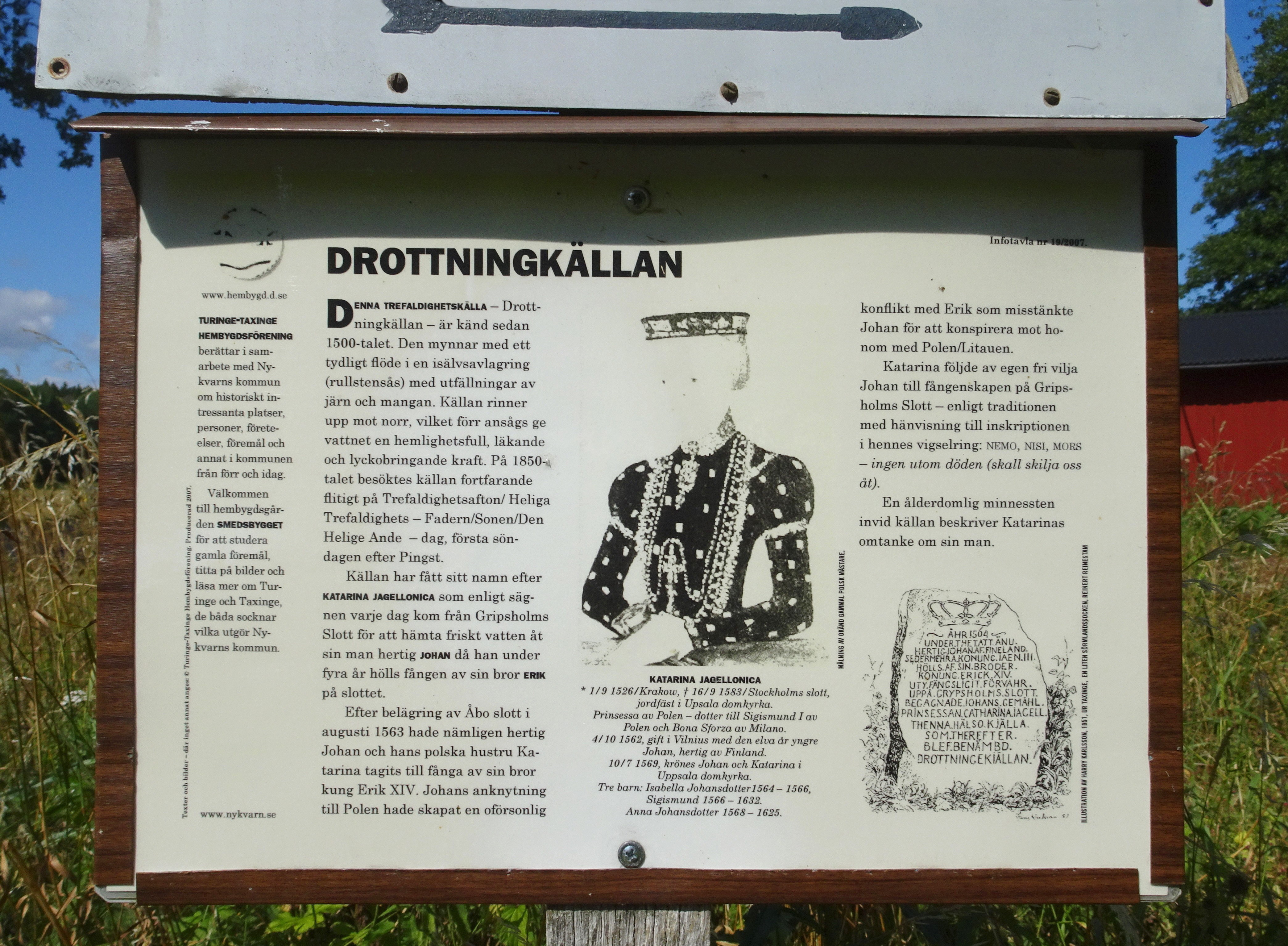
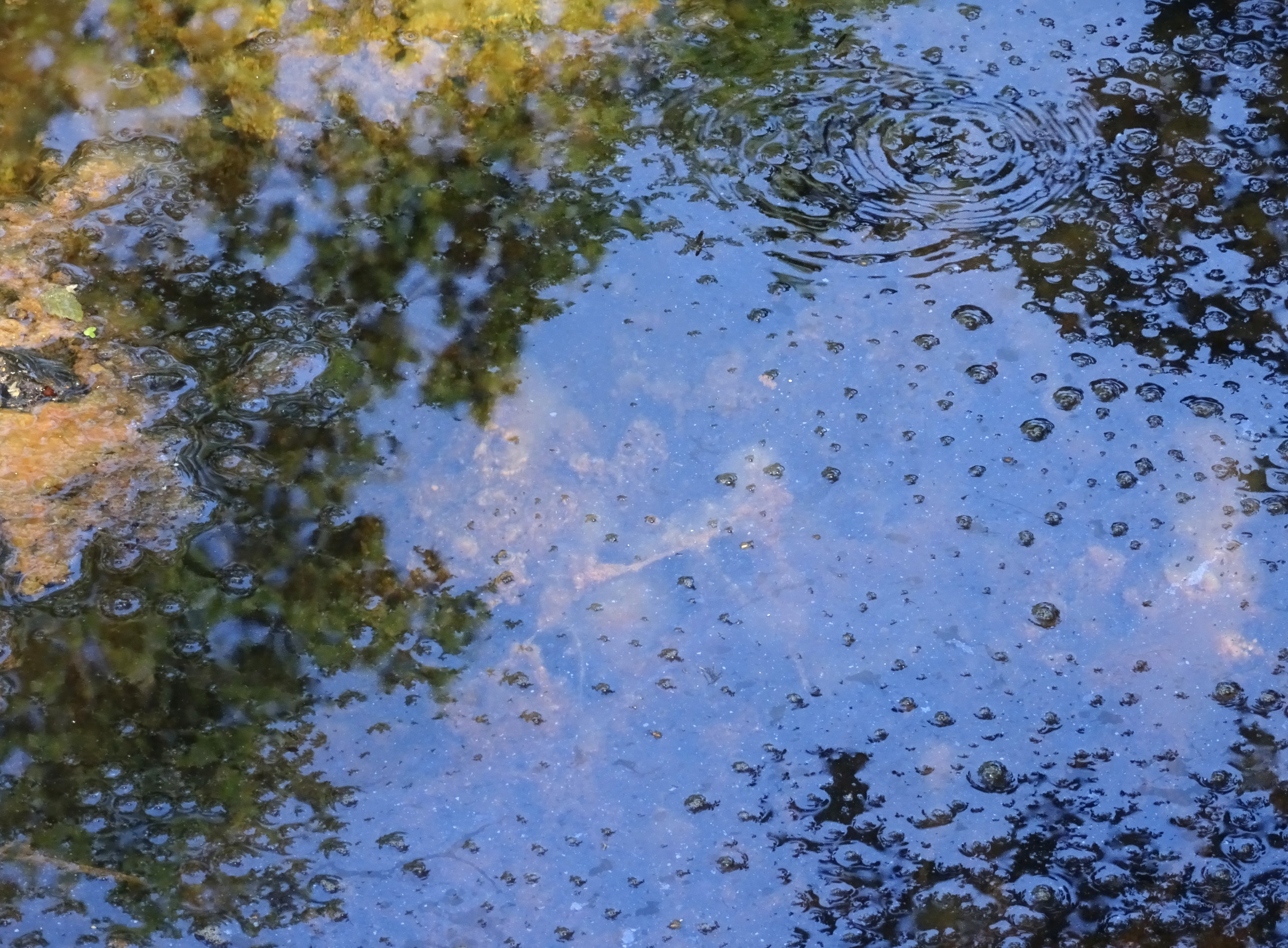
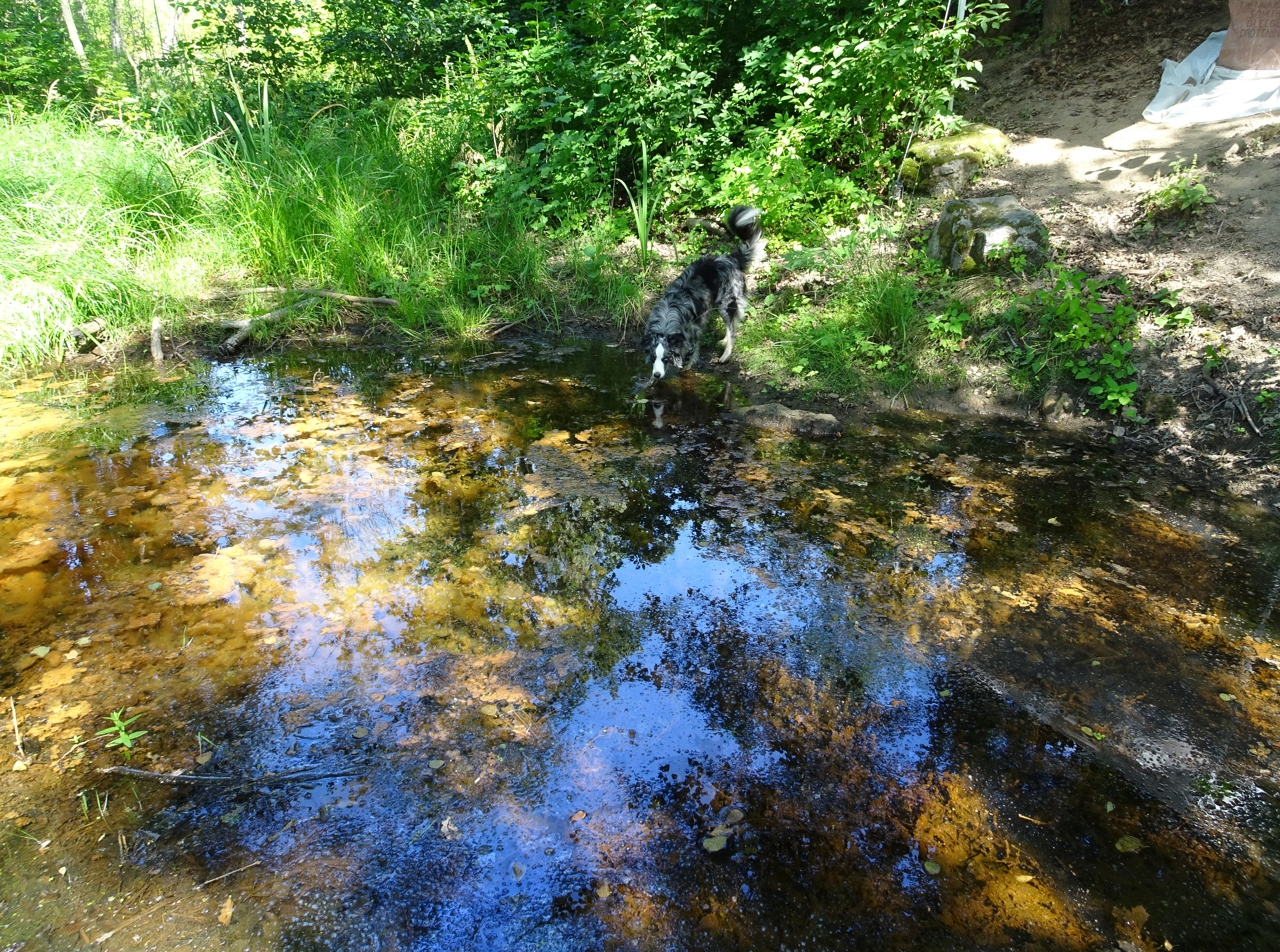
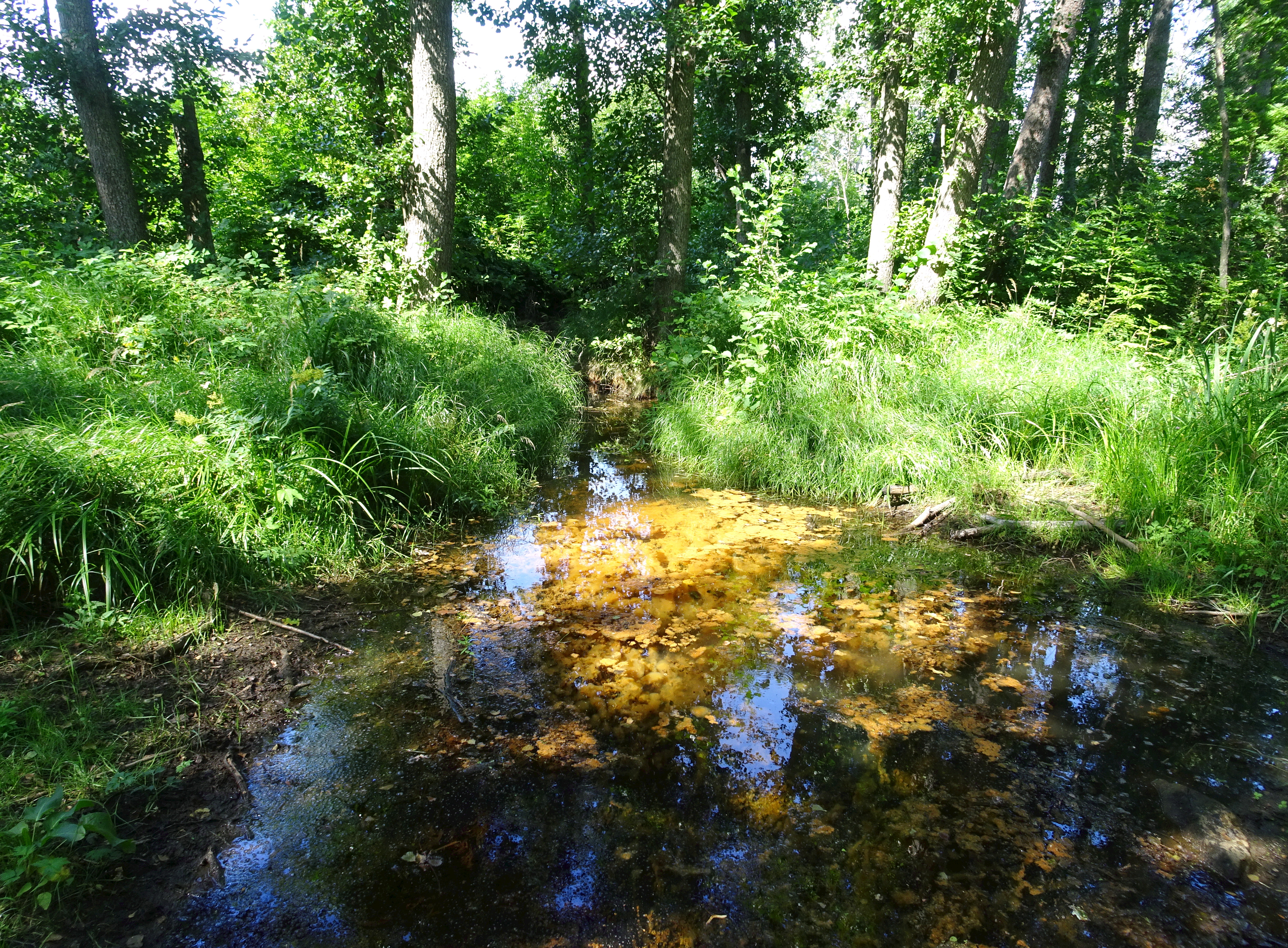

## Renovering av minnsstenen
Sommaren 2019 genomgick minnessten en omfattande renovering som utfördes av den polska konstkonservatorn Anna Sztymelska-Karczewska och finansierades helt av National Institute of Polish Culture Heritage Abroad. Renoveringen bestod främst i att rengöra stenplattan från organiska föroreningar, ta bort gamla lager av färg och lim och säkra metallfästen mot korrosion. Sedan avlägsnades inskriptionen som hade blivit nästan oläsbar och återställdes till sin ursprungliga karaktär samt förgylldes den kungliga kronan.